# Angie Kerr
Angela Beth Woznuk Kerr, genannt Angie, (* 29. März 1985 in San Diego, Kalifornien als Angela Beth Woznuk) ist eine ehemalige US-amerikanische Fußballspielerin.

## Karriere

### Verein
Von 2009 bis 2011 spielte Kerr je eine Saison für die WPS-Franchises Saint Louis Athletica, Atlanta Beat und Sky Blue FC. Anfang 2013 wurde sie beim sogenannten Supplemental Draft in der zweiten Runde an Position 16 von der NWSL-Franchise des Portland Thorns FC unter Vertrag genommen. Ihr Ligadebüt gab Kerr dort am 13. April 2013 gegen den FC Kansas City. Nach zwei Jahren in Portland, mit dem Gewinn der NWSL-Meisterschaft 2013 als Höhepunkt, beendete sie ihre Karriere im Oktober 2014.

### Nationalmannschaft
Kerr spielte für diverse US-amerikanische Jugendnationalmannschaften, mit der U-19 nahm sie unter anderem an den Weltmeisterschaften 2002 und 2004 teil. Im Jahr 2005 wurde sie erstmals in den Kader der US-amerikanischen A-Nationalmannschaft berufen und absolvierte dort bis 2009 zehn Spiele.

## Erfolge
- 2008: Sieg beim Algarve-Cup
- 2013: NWSL-Meisterschaft (Portland Thorns FC)